# تاريخ معاداة السامية
تاريخ معاداة السامية هو تمييز أو أعمال عدائية ضد اليهود بصفتهم جماعة دينية أو جماعة عرقية. يعود تاريخ معاداة السامية إلى قرون عديدة، ويُطلق عليه «الكراهية الممتدة». يحدد جيروم تشانيس ست مراحل في التطور التاريخي لمعاداة السامية:
1. معاداة اليهودية في فترة ما قبل المسيحية في اليونان وروما القديمتين، وقد كانت في المقام الأول معادة ذات طابع عرقي.
2. معاداة السامية في المسيحية في العصور القديمة والعصور الوسطى، وقد كانت معاداة ذات طابع ديني، وامتدت إلى العصر الحديث.
3. معاداة السامية في الإسلام، وقد كانت -على الأقل في شكلها التقليدي- دقيقة أو غير ملحوظة، إذ كان اليهود في الإسلام طبقة اجتماعية مصونة وذات حماية.
4. معاداة السامية سياسيًا واجتماعيًا واقتصاديًا في عصر التنوير وما بعد التنوير في أوروبا، وقد أرست تلك الفترة الأساس لمعاداة السامية العنصرية.
5. معاداة السامية العنصرية، التي نشأت في القرن التاسع عشر، وبلغت ذروتها مع صعود النازية.
6. معاداة السامية المعاصرة، التي وصفها البعض بالمعاداة الجديدة للسامية.

يشير تشانيس إلى إمكانية دمج هذه المراحل الست في ثلاث فئات هي: «معاداة السامية القديمة التي كانت -على نحو رئيس- ذات طابع عرقي، ومعاداة المسيحية للسامية ذات النزعة الدينية، ومعاداة السامية العنصرية في القرنين التاسع عشر والعشرين». من ناحية الممارسة العملية، فمن الصعب تمييز معاداة السامية من إساءة المعاملة العامة للأمم من جانب الأمم الأخرى ما قبل العصر الروماني، ولكن منذ اعتماد المسيحية في أوروبا، فلا شك بأن معاداة السامية كانت موجودة وحاضرة. تاريخيًا، نظر العالم الإسلامي إلى اليهود باعتبارهم غرباء ودخلاء. كان ظهور الثورات العلمية والصناعية -في أوروبا في القرن التاسع عشر- سببًا في ظهور مظهر جديد من مظاهر معاداة السامية، التي قامت على العرق والدين على حد سواء، وقد بلغت ذروتها في أحداث الهولوكوست التي وقعت أثناء الحرب العالمية الثانية. أدى تأسيس دولة إسرائيل في عام 1948 إلى نشوء توترات معادية للسامية في الشرق الأوسط.

## العصور الوسطى
وُجد عداء مستمر لليهودية منذ أواخر العصر الروماني وصولًا للقرون الوسطى. في القرون الوسطى في أوروبا، كان هناك اضطهاد واسع النطاق لليهود في العديد من الأماكن، وقد تضمن ذلك عمليات اتهام اليهود باختطاف الأطفال المسيحيين وقتلهم فيما عُرف بفرية الدم، وتضمن أيضًا الطرد أو الترحيل، والإجبار على اعتناق دين آخر، والقتل. في القرن الثاني عشر، كان هناك مسيحيون يعتقدون بأن بعض -أو ربما كل- اليهود امتلكوا قوى سحرية وأنهم قد اكتسبوا تلك القوى بتحالفهم مع الشيطان. وقد بدأت صور الجودينسو في الظهور والانتشار في ألمانيا.
رغم أن مملكة القوط الغربيين الكاثوليكيين في إسبانيا أصدرت سلسلة من المراسيم المعادية لليهود في القرن السابع، بلغ اضطهاد اليهود في أوروبا ذروته خلال الحروب الصليبية. بدأ الخطاب المعادي لليهود -مثل كتاب أشواك الحب- يظهر على الوعي العام ويؤثر به. أثناء الحملة الصليبية الأولى، في عام 1096، دمرت حملة صليبية ألمانية أحياء يهودية نامية على نهر الراين والدانوب. في الحملة الصليبية الثانية في عام 1147، كان اليهود في فرنسا ضحايا لاعتداءات وحشية ولعمليات قتل متكررة. هُوجم اليهود في لندن بعد تتويج ريتشارد قلب الأسد سنة 1189. عندما غادر الملك ريتشارد لينضم إلى الحملة الصليبية الثالثة سنة 1190، اندلعت مجددًا أعمال شغب معادية لليهود في يورك وفي جميع أنحاء إنجلترا. في أول اضطهاد واسع النطاق في ألمانيا بعد الحملة الصليبية الأولى، قُتِل نحو 100,000 يهودي على يد فرسان رانتفليش وذلك في عام 1298. تعرض اليهود أيضًا لهجمات خلال حملات الرعاة الصليبية لعامي 1251 و 1320. في الثلاثينيات من القرن الثالث عشر، تعرض اليهود في منطقة فرانكونيا للاعتداء عام 1339 على يد عصابة أرمليدر، بقيادة أرنولد فون يوساهايم، وبعد ذلك في منطقة ألزاس على يد جون زيمبرلين خلال الفترة 1338-9، وقد اعتدى زيمبرلين على أكثر من مئة حي يهودي في تلك المنطقة. بعد الحملات الصليبية، تعرض اليهود للطرد، وتضمن ذلك نفي جميع اليهود الإنجليز في عام 1290. وفي عام 1396، طُرد نحو  100,000يهودي من فرنسا، وفي سنة 1421 طُرد الآلاف من النمسا. وقد هرب كثير من الذين طردوا إلى بولندا.
عندما اجتاح وباء الطاعون الأسود أوروبا في أواسط القرن الرابع عشر، متسببًا في هلاك أكثر من نصف السكان، أصبح اليهود في أغلب الأحيان كبش فداء. فانتشرت الشائعات بأنهم من قد تسببوا في هذا الوباء عن طريق تسميم الآبار عمدًا، وهو الاتهام الذي ظهر من قبل في مؤامرة مرضى الجذام عام 1321. دُمرت المئات من الأحياء اليهودية نتيجة لما أعقب ذلك من كراهية وعنف. حاول البابا كليمنت السادس حماية اليهود بإصدار مرسوم بابوي يوم 7 يوليو 1348، وبمرسوم آخر بعد ذلك بوقت قصير، ولكن بعد عدة أشهر، في مدينة ستراسبورغ في فرنسا، أُحرق حيًا نحو 900 يهودي، إذ لم يكن الوباء قد أصاب المدينة بعد. هُوجم يهود مدينة براغ في عيد الفصح سنة 1389. وقد مثلت مذابح سنة 1391 نوعًا من الانحطاط في العصر الذهبي لليهود الإسبان.

### العلاقات في العالم الإسلامي
منذ القرن التاسع فصاعدًا، فرض العالم الإسلامي في القرون الوسطى وضع «أهل الذمة» على الأقليات المسيحية واليهودية على حد سواء. ومع ذلك، سُمح لليهود بحرية ممارسة شعائر دينهم في العالم الإسلامي أكثر مما سُمح لهم في أوروبا المسيحية. ازدهرت الجاليات اليهودية في إسبانيا في ظل الحكم الإسلامي المتسامح خلال العصر الذهبي الإسباني، وأصبحت قرطبة مركزًا للثقافة اليهودية.
لكن مع دخول المرابطين من شمال أفريقيا في القرن الحادي عشر، اتُّخذت إجراءات قاسية ضد المسيحيين واليهود على حد سواء. وفي إطار هذا القمع، وقعت مذابح منظمة ضد اليهود في قرطبة في عام 1011 وفي غرناطة في عام 1066. اتخذ الموحّدون -الذين سيطروا بحلول سنة 1147 على الأراضي المغاربية والأندلسية التابعة المرابطين- موقفًا أقل تسامحًا؛ فعاملوا أهل الذمة بقسوة. وأمام خيار الموت أو الردة، لجأ كثيرون من اليهود والمسيحيين إلى خيار ثالث، إن استطاعوا، وهو الهروب. فاتجه البعض، كعائلة موسى بن ميمون (المشهور في الغرب باسم ميمونيديس)، شرقًا إلى مناطق إسلامية أكثر تسامحًا، فيما اتجه البعض الآخر شمالًا ليستقر في الممالك المسيحية المتنامية. في فترات معينة في القرون الوسطى، في مصر وسوريا والعراق واليمن، صدرت مراسيم تقضي بتدمير المعابد اليهودية. أُجبر اليهود على اعتناق الإسلام أو مواجهة الموت في أجزاء من اليمن والمغرب وبغداد. قُتل نحو 6000 يهودي على يد عصابة من المسلمين خلال مذبحة فاس عام 1033. وقعت مذابح أخرى في مدينة فاس في عام 1276 و1465، وفي مدينة مراكش عام 1146 و1232.

### الطرد من فرنسا وإنجلترا
استُخدمت ممارسات طرد اليهود، ومصادرة ممتلكاتهم، وطلب المزيد من الفدية لإعادتهم؛ لإثراء التاج الفرنسي خلال القرنين الثالث عشر والرابع عشر. تُعتبر أبرز عمليات الطرد هذه، عمليات الطرد التي قام بها فيليب الثاني أغسطس، إذ طردهم من باريس عام 1182، وعمليات الطرد التي قام بها لويس التاسع، إذ طردهم من فرنسا بأسرها عام 1254، وعمليات الطرد التي قام بها  فيليب الرابع عام 1306، وشارل الرابع في عام 1322، وشارل السادس في عام 1394.
فرض إدوارد الأول ملك إنجلترا ضرائب على مقرضي الأموال اليهود، لتمويل حربه ضد ويلز عام 1276. اتُهم المقرضون بعدم الولاء، عندما أصبحوا غير قادرين على دفع الضريبة. بعد أن قيد إدوارد حيازتهم للأراضي، ألغى «امتيازهم» المتمثل في إقراض المال، وقيد تحركاتهم وأنشطتهم، وأجبر اليهود على ارتداء شارات صفراء. أُلقي القبض بعد ذلك على رؤوس العائلات اليهودية، وأُخذ أكثر من 300 شخص إلى برج لندن وأُعدموا هناك. قُتل آخرون في منازلهم. نُفي جميع اليهود من البلد سنة 1290، ومن المحتمل أن المئات قُتلوا أو غرقوا وهم يحاولون مغادرة البلاد. جرى مصادرة جميع أموال وممتلكات هؤلاء اليهود المسلوبين. لم يُعرف بوجود يهود في إنجلترا بعد ذلك حتى عام 1655، عندما أبطل أوليفر كرومويل هذه السياسيات.

### الطرد من الامبراطورية الرومانية المقدسة
في ألمانيا، وهي جزء من الإمبراطورية الرومانية المقدسة، كان من المحتمل أن اضطهاد اليهود وطردهم، على نحو رسمي، قد حدث على فترات متقطعة، وإن كان ينبغي القول إن هذا ينطبق أيضًا على طوائف الأقليات الأخرى، سواء كانت أقليات دينية أو إثنية. شهدت مذابح راينلاند في عام 1096، نوبات خاصة من الاضطهاد الشغبي، رافقتها الفترة السابقة للحملة الصليبية الأولى، وقد شارك الصليبيون في الكثير منها وهم في طريقهم نحو الشرق. قام الحكام المحليون ومجالس المدن بطرد الكثير من اليهود في المدن. حاول الإمبراطور الروماني المقدس، على نحو عام، تقييد وقمع الاضطهاد، ولو لأسباب اقتصادية، لكنه غالبًا ما عجز عن ممارسة الكثير من نفوذه. في أواخر عام 1519، استغلت مدينة ريغنسبورغ، التابعة للإمبراطورية، موت الإمبراطور ماكسيمليان الأول لطرد قاطنيها الـ500 من اليهود. في تلك الفترة كان حكام الأطراف الشرقية لأوروبا، في بولندا وليتوانيا والمجر، يتقبلون، في كثير من الأحيان، الاستيطان اليهودي، فانتقل العديد من اليهود إلى تلك المناطق.

### الموت الأسود
دمرت أعمال العنف مئات الأحياء اليهودية خلال الويلات التي أعقبت ظهور الطاعون الأسود، وعلى نحو خاص في شبه الجزيرة الإيبيرية وفي الإمبراطورية الجرمانية. في مدينة تولون، منطقة بروفانس، أُحرق 40 يهوديًا؛ في وقت قصير عقب تفشي وباء الطاعون الأسود في أبريل 1348. «بغض النظر عن أن اليهود لم يكونوا محصنين ضد ويلات الطاعون؛ فقد تعرضوا للتعذيب إلى أن «اعترفوا» بجرائم ما كان من الممكن أن يرتكبوها. في واحدة من هذه الحالات، أُجبر رجل يدعى أغميت… على القول بأن الحاخام بيريه من شامبري (بالقرب من جنيف) أمره بتسميم الآبار في مدينة البندقية وتولوز وأماكن أخرى. في أعقاب «اعتراف» أغميت، أُحرِق حيًا يهود مدينة ستراسبورغ في 14 فبراير 1349».